# Huila megye
Huila Kolumbia egyik megyéje. Az ország középpontjától kissé délnyugatra terül el. Székhelye Neiva.

## Földrajz
Az ország középpontjától kissé délnyugatra elterülő megye északon Tolima és Cundinamarca megyékkel valamint Bogotával határos, keleten és délkeleten Meta és Caquetá, nyugaton pedig Cauca megyével. A megye az Andok hegyláncai között fekszik.

## Gazdaság
Legfontosabb termesztett növényei a banán, a kávé, a cukornád, a rizs és a kukorica, de ebből a megyéből származik az ország granadillatermelésének több mint fele is. Az ipar meghatározó ága a malomipar.

## Népesség
Ahogy egész Kolumbiában, a népesség növekedése Huila megyében is gyors, ezt szemlélteti az alábbi táblázat:
| Év             | Lakosság  |
| -------------- | --------- |
| 1985           | 693 712   |
| 1993           | 758 013   |
| 2005           | 1 011 418 |
| 2012 (becsült) | 1 126 316 |